# Línea 238 (Buenos Aires)
La Línea 238 es una línea de colectivos del Área Metropolitana de Buenos Aires. Une el barrio La Teja con Distrito Militar.
La línea es operada por la Transportes Unidos de Merlo S.A.C.I.I.

## Historia
En el año 2016, la empresa sufría una gran crisis económica por la cual tuvo que vender los ramales F y G. Ya que la Comisión de Transporte obligaba a dar de baja a los Mercedes Benz OH1115 y 1315 de las líneas provinciales por el subsidio, producto de esto la línea actualmente tiene muchas vacantes.
Los ramales F 

## Recorrido
Esta línea cuenta con varios ramales entre ellos.

### Distrito Militar - La Teja por Libertad
Ida a La Teja: De Medrano y Brandsen, La Matanza, por Brandsen, Aquiles, Castelli, Morón, Tronador, Dr. Bassi, Pte. Alvear, Av. Rivadavia, Estación Haedo, Estación Morón, Gral. J. de San Martín, Ntra. Sra. del Buen Viaje, C. Colón, Int. García Silva, Gral. Guido, B. Mitre, Av. Rivadavia, Estación Castelar, Buenos Aires, Av, Zeballos, Av. Rivadavia, Ituzaingó, Av. Rivadavia, Comensoro, Blas Parera (Ruta N.º 21), Merlo, Fray L. Beltrán (Ruta N.º 21), Eva Perón (Ruta N.º 21), Estación Libertad, Otero (Ruta N.º 21), hasta Carrasco, Terminal Barrio La Teja.
Regreso por similar recorrido.
- Fraccionamiento en Morón desde La Teja.

### Estación Haedo - Vergara
De Remedios de Escalada de San Martín y Av. Rivadavia (Estación Haedo) por Av. Rivadavia, Estación Morón, Gral. J. de San Martín, Ntra. Sra. del Buen Viaje, C. Colón, Int. García Silva, Gral. Guido, B. Mitre, B. de Irigoyen, Buchardo, V. de la Plaza, B. Mitre, Av. Rivadavia, Estación Castelar, Buenos Aires, Pasteur, M. Irigoyen, Fray J. Sta. M. de Oro, Lacarra, Bogado, Av. Rivadavia, Ituzaingó, Estación Ituzaingó, Cortina, Deheza, Rodríguez, Olivera, Merlo, Los Plátanos, Iturri, Alberdi, Beltrán, Sarmiento, Esquiú, Vergara.
Regreso por similar recorrido.

### Estación Haedo - Santa Rosa por Seré
De Remedios de Escalada de San Martín y Av. Rivadavia (Estación Haedo) por Avenida Rivadavia, Estación Morón, Gral. J. de San Martín, Ntra. Sra. del Buen Viaje, C. Colón, M. J. García, B. de Irigoyen, Buchardo, V. de la Plaza, Mitre, Av. Rivadavia, Estación Castelar, Buenos Aires, Pasteur, Revoredo, Fátima, Lacarra, Fray Bottaro . Fin
Regreso por similar recorrido.

## Flota
| Coche: | Carrocería y modelo: | Chasis:                     | Patente y Año: | Tiene aire acondicionado? | Su pasado                                   |  |
| ------ | -------------------- | --------------------------- | -------------- | ------------------------- | ------------------------------------------- |  |
| 201    | Bimet Corwin         | Mercedes Benz OF1418/52     | LPN045 2012    | No                        | -                                           |  |
| 202    | Italbus Tropea II    | Mercedes Benz OH1718L-SB/62 | JRE804 2011    | No                        | Ex 51 y 19 de la 34                         |  |
| 203    | Bimet Corwin         | Mercedes Benz OF1418/52     | NKW176 2013    | No                        | -                                           |  |
| 204    | -                    | -                           | -              | -                         | -                                           |  |
| 205    | Bimet Corwin         | Mercedes Benz OF1418/52     | NKW205 2013    | No                        | -                                           |  |
| 206    | -                    | -                           | -              | -                         | -                                           |  |
| 207    | Metalpar Iguazú II   | Mercedes Benz OH1618L-SB/55 | MAC232 2013    | No                        | Ex 19 de la 172                             |  |
| 208    | -                    | -                           | -              | -                         | -                                           |  |
| 209    | Bimet Corwin         | Mercedes Benz OH1618L-SB/55 | LFK476 2012    | Si                        | Ex 48 y 45 de la 34                         |  |
| 210    | -                    | -                           | -              | -                         | -                                           |  |
| 211    | Metalpar Iguazú II   | Mercedes Benz OH1721L-SB/62 | AA424VX 2016   | Si                        | Ex 23 y 6 de la 34                          |  |
| 212    | Metalpar Iguazú II   | Mercedes Benz OH1718L-SB/62 | LOH976 2012    | Si                        | Ex 35 de la 34                              |  |
| 213    | Metalpar Iguazú II   | Mercedes Benz OH1618L-SB/55 | MAC233 2013    | No                        | Ex 47 de la 172                             |  |
| 214    | Bimet Corwin         | Mercedes Benz OF1418/52     | JLB045 2011    | No                        |                                             |  |
| 215    | -                    | -                           | -              | -                         | -                                           |  |
| 216    | -                    | -                           | -              | -                         | -                                           |  |
| 217    | Bimet Corwin         | Mercedes Benz OF1418/52     | JLB062 2011    | No                        | -                                           |  |
| 218    | Bimet Corwin         | Mercedes Benz OF1418/52     | NKW186 2013    | No                        | -                                           |  |
| 219    | Bimet Corwin         | Mercedes Benz OF1418/52     | NWK175 2013    | No                        | -                                           |  |
| 220    | Ugarte Europeo IV    | Mercedes Benz OH1718L-SB/62 | NPP777 2014    | Si                        | Ex 34 y 56 de la 34 ex ex 25 de la 152      |  |
| 221    | Metalpar Iguazú II   | Mercedes Benz OH1721L       | AA 480 BC      | Si                        | -Ex 38 y 20 de la 34                        |  |
| 222    | -                    | -                           | -              | -                         | -                                           |  |
| 223    | Metalpar Tronador II | Mercedes Benz OF1418/52     | OGV482 2014    | No                        | -                                           |  |
| 224    | -                    | -                           | -              | -                         | -                                           |  |
| 225    | -                    | -                           | -              | -                         | -                                           |  |
| 226    | Metalpar Tronador II | Mercedes Benz OF1621/52     | AC943WL 2018   | No                        | -                                           |  |
| 227    | Bimet Corwin         | Mercedes Benz OF1418/52     | JLB072 2011    | No                        | -                                           |  |
| 228    | Bimet Corwin         | Mercedes Benz OF1418/52     | JLB032 2011    | No                        | -                                           |  |
| 229    | Bimet Corwin         | Mercedes Benz OF1418/52     | JLB030 2011    | No                        | -                                           |  |
| 230    | Bimet Corwin         | Mercedes Benz OF1418/52     | LPN042 2012    | No                        | -                                           |  |
| 231    | Bimet Corwin         | Mercedes Benz OF1418/52     | LPN048 2012    | No                        | -                                           |  |
| 232    | Metalpar Iguazú III  | Mercedes Benz OH1721L-SB/62 | AB586IN 2017   | Si                        | Ex 9 de la 152                              |  |
| 233    | Metalpar Tronador II | Mercedes Benz OF1418/52     | OGV489 2014    | No                        | -                                           |  |
| 234    | -                    | -                           | -              | -                         | -                                           |  |
| 235    | Bimet Corwin         | Mercedes Benz OF1418/52     | LPN047 2012    | No                        | -                                           |  |
| 236    | Ugarte Europeo IV    | Mercedes Benz OH1718L-SB/62 | KFH317 2012    | No                        | Ex 34 y 56 de la 34 ex ex 39 de la 152      |  |
| 237    | Ugarte Europeo IV    | Mercedes Benz OH1718L-SB/62 | LBX358 2012    | Si                        | Ex 3 de la 34 ex ex 49 de la 59             |  |
| 238    | Bimet Corwin         | Mercedes Benz OF1418/52     | NKW182 2012    | No                        | -                                           |  |
| 239    | Bimet Corwin         | Mercedes Benz OF1418/52     | NKW206 2012    | No                        | -                                           |  |
| 240    | Bimet Corwin         | Mercedes Benz OF1418/52     | NKW204 2012    | No                        | -                                           |  |
| 241    | Metalpar Tronador II | Mercedes Benz OF1418/52     | OGV484 2014    | No                        | -                                           |  |
| 242    | Bimet Corwin         | Mercedes Benz OF1418/52     | NKW178 2013    | No                        | -                                           |  |
| 243    | Bimet Corwin         | Mercedes Benz OF1418/52     | NKW183 2013    | No                        | -                                           |  |
| 244    | Bimet Corwin         | Mercedes Benz OF1418/52     | NKW177 2013    | No                        | -                                           |  |
| 245    | Bimet Corwin         | Mercedes Benz OF1418/52     | NKW184 2013    | No                        | -                                           |  |
| 246    | Bimet Corwin         | Mercedes Benz OF1418/52     | NKW180 2013    | No                        | -                                           |  |
| 247    | Bimet Corwin         | Mercedes Benz OF1418/52     | NKW185 2013    | No                        | -                                           |  |
| 248    | Bimet Corwin         | Mercedes Benz OF1418/52     | NKW179 2013    | No                        | -                                           |  |
| 249    | Bimet Corwin         | Mercedes Benz OF1418/52     | NKW181 2013    | No                        | -                                           |  |
| 250    | Ugarte Europeo IV    | Mercedes Benz OH1718L-SB/62 | PKR842 2015    | Si                        | Ex 52 de la 12                              |  |
| 251    | Bimet Corwin         | Mercedes Benz OF1418/52     | MAK051 2013    | No                        | -                                           |  |
| 252    | Bimet Corwin III     | Mercedes 1621/52            | AF395MD        | 2022                      | Si                                          |  |
| 253    | -                    | -                           | -              | -                         | -                                           |  |
| 254    | -                    | -                           | -              | -                         | -                                           |  |
| 255    | Metalpar Iguazú II   | Mercedes Benz OH1718L-SB/62 | OKE935 2015    | Si                        | Ex 40 de la 34                              |  |
| 256    | -                    | -                           | -              | -                         | -                                           |  |
| 257    | -                    | -                           | -              | -                         | -                                           |  |
| 258    | -                    | -                           | -              | -                         | -                                           |  |
| 259    | -                    | -                           | -              | -                         | -                                           |  |
| 260    | -                    | -                           | -              | -                         | -                                           |  |
| 261    | -                    | -                           | -              | -                         | -                                           |  |
| 262    | -                    | -                           | -              | -                         | -                                           |  |
| 263    | -                    | -                           | -              | -                         | -                                           |  |
| 264    | -                    | -                           | -              | -                         | -                                           |  |
| 265    | -                    | -                           | -              | -                         | -                                           |  |
| 266    | -                    | -                           | -              | -                         | -                                           |  |
| 267    | -                    | -                           | -              | -                         | -                                           |  |
| 268    | -                    | -                           | -              | -                         | -                                           |  |
| 269    | -                    | -                           | -              | -                         | -                                           |  |
| 270    | -                    | -                           | -              | -                         | -                                           |  |
| 271    | -                    | -                           | -              | -                         | -                                           |  |
| 272    | -                    | -                           | -              | -                         | -                                           |  |
| 273    | -                    | -                           | -              | -                         | -                                           |  |
| 274    | -                    | -                           | -              | -                         | -                                           |  |
| 275    | -                    | -                           | -              | -                         | -                                           |  |
| 276    | Ugarte Europeo IV    | Mercedes Benz OH1718L-SB/62 | LEG280 2012    | Si                        | Ex 23 de la 34 ex ex 34 de la 59            |  |
| 277    | -                    | -                           | -              | -                         | -                                           |  |
| 278    | -                    | -                           | -              | -                         | -                                           |  |
| 279    | Ugarte Europeo IV    | Mercedes Benz OH1718L-SB/62 | KEJ442 2011    | No                        | Ex 49 de la 34                              |  |
| 280    | Metalpar Iguazú II   | Mercedes Benz OH1718L-SB/62 | KHA104 2011    | No                        | Ex 10 de la 34                              |  |
| 281    | Bimet Corwin         | Mercedes Benz OH1718L-SB/62 | JTJ101 2011    | No                        | Ex 43, 12 y 1 de la 34                      |  |
| 282    | -                    | -                           | -              | -                         | -                                           |  |
| 283    | Ugarte Europeo IV    | Mercedes Benz OH1718L-SB/62 | JUV870 2011    | No                        | Ex 42 y 4 de la 34                          |  |
| 284    | Metalpar Iguazú II   | Mercedes Benz OH1718L-SB/62 | NUZ593 2014    | Si                        | Ex 34 y 56 de la 34 ex ex 91 y 103 de la 59 |  |
| 285    | Italbus Tropea II    | Mercedes Benz OH1718L-SB/62 | MWN041 2013    | Si                        | Ex 59 de la 34 ex ex 103 de la 902          |  |

|309 OGV 496 Metalpar Tronador II Mercedes 1418 2015 No -
|307 Metalpar Iguazú II Mercedes 1721 NVH 850 2014 Si
|313 OGV 485 Metalpar Tronador II Mercedes 1418 2015 No 
|318 OWG 350 Mercedes 1718 Ugarte Europeo IV 2015 Si 
|321 Italbus Tropea II 1618 2013 M????? 
?? 
|316 NMA 683 Ugarte Europeo IV Mercedes 1718 2014 Si Fue el 27 de la línea 12 
|312 OGV 497 Metalpar Tronador II Mercedes 1418 2015 No 

### Carrocería de los coches
| Carrocería: | Cantidad: | Coches: |
| ----------- | --------- | --- |
| Bimet       | 28        | 201, 203, 205, 209, 214, 217, 218, 219, 227, 228, 229, 230, 231, 235, 238, 239, 240, 242, 243, 244, 245, 246, 247, 248, 249, 251, 252 y 281 |
| Metalpar    | 15        | 207, 211, 212, 213, 221, 223, 226, 232, 233, 241, 255, 280, 284, 307 y 309                                                                  |
| Ugarte      | 9         | 220, 236, 237, 250, 276, 279, 283, 316 y 318                                                                                                |
| Italbus     | 3         | 202, 285 y 321 |